# Francisco de São Luiz Saraiva
Francisco de São Luiz (Manoel Justiniano) Saraiva (Ponte de Lima, 26 gennaio 1766 – Lisbona, 7 maggio 1845) è stato un cardinale e patriarca cattolico portoghese.
Fu nominato cardinale della Chiesa cattolica da papa Gregorio XVI.

## Biografia

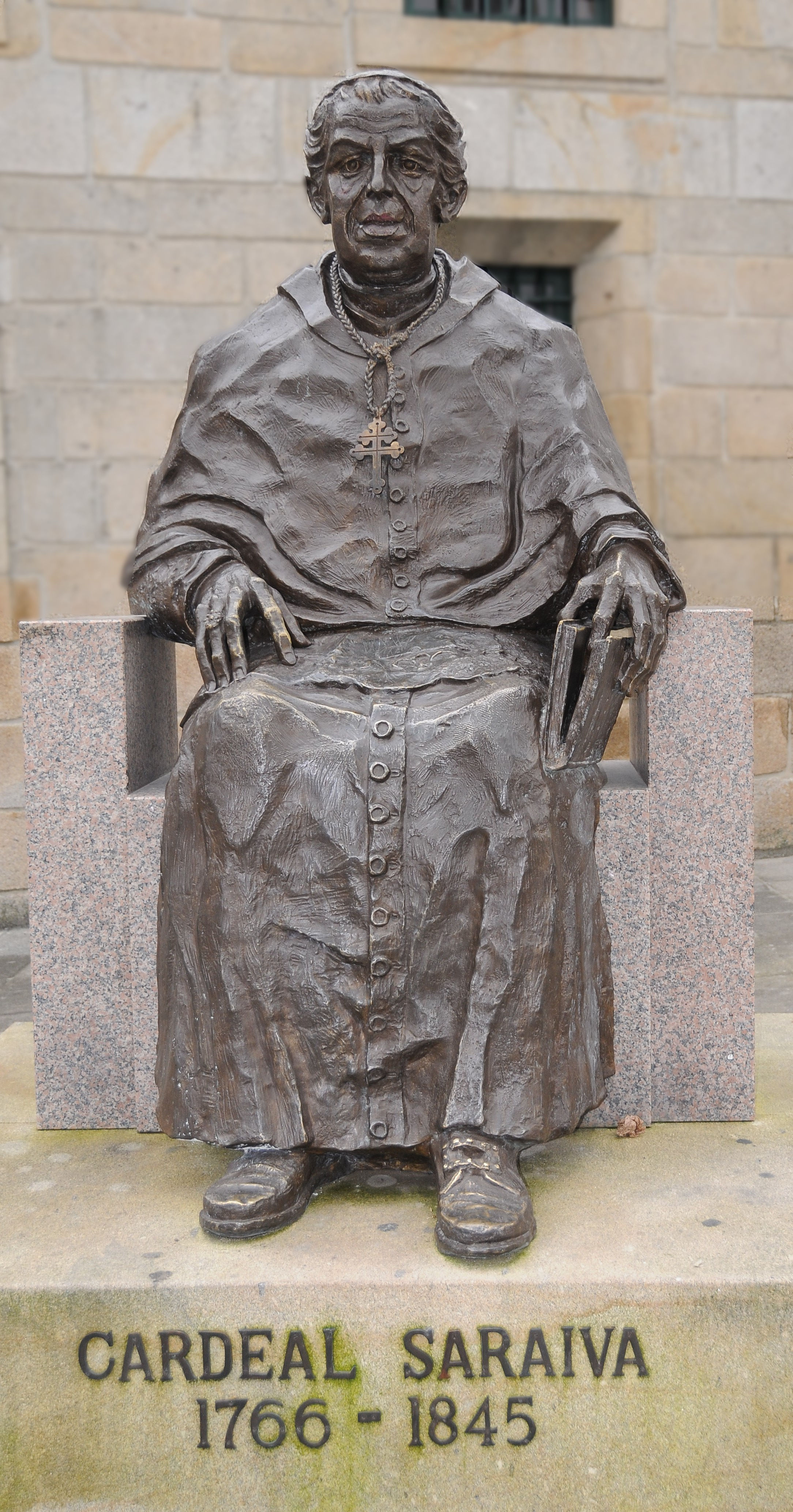
Statua del cardinale Saraiva

Nacque a Ponte de Lima il 26 gennaio 1766.
Papa Gregorio XVI lo elevò al rango di cardinale nel concistoro del 19 giugno 1843.
Morì il 7 maggio 1845 all'età di 79 anni.

## Genealogia episcopale e successione apostolica
La genealogia episcopale è:
- Vescovo Jerónimo do Barco, O.F.M.Ref.
- Arcivescovo Vicente da Soledade e Castro, O.S.B.
- Cardinale Francisco de São Luiz (Manoel Justiniano) Saraiva, O.S.B.

La successione apostolica è:
- Cardinale Guilherme Henriques de Carvalho (1843)
- Arcivescovo José Maria da Silva Torres, O.S.B. (1843)
- Vescovo José de Moura Coutinho (1844)